# Trotogonia castraria
Trotogonia castraria är en fjärilsart som beskrevs av Jones 1921. Trotogonia castraria ingår i släktet Trotogonia och familjen mätare. Inga underarter finns listade i Catalogue of Life.